# Neuköllner SC Südstern-Azur
Neuköllner SC Südstern-Azur was een Duitse voetbalclub uit het Berlijnse stadsdeel Neukölln, die bestond van 1908 tot 1997.

## Geschiedenis
De club werd in 1908 opgericht als Rixdorfer FC Südstern. Nadat de naam Rixdorf in 1912 gewijzigd werd in Neukölln, werd ook de clubnaam gewijzigd in Neuköllner FC Südstern. De club speelde aanvankelijk in het kampioenschap van de Markse voetbalbond en vanaf 1911 in die van de Brandenburgse voetbalbond. Het duurde enkele seizoenen vooraleer de club naar de hoogste klasse kon promoveren en in totaal speelde de club 6 seizoenen in de hoogste klasse tot 1933.
Na de invoering van de Gauliga Berlin-Brandenburg in 1933 slaagde de club er tot aan het einde van de Tweede Wereldoorlog niet meer in om te promoveren. De club fusioneerde in 1933 met Berliner Sport-Club tot Berliner SC Südstern 08, maar deze fusie werd in 1935 ongedaan gemaakt.
In 1954 promoveerde de club naar de Amateurliga Berlin, toen nog de tweede klasse. Na vier jaar degradeerde de club en in 1960 promoveerde de club weer voor twee seizoenen. Hierna verdween de club in de anonimiteit van het West-Berlijnse voetbal. In 1993 fusioneerde de club met SC Azur 1951 Berlin en nam de naam Neuköllner SC Südstern-Azur. In 1997 trok de club zich terug uit de competitie en werd opgeheven. Het grootste deel van de spelers sloot zich aan bij de plaatselijke rivaal Neuköllner FC Rot-Weiß.